# Herbert Gantschacher

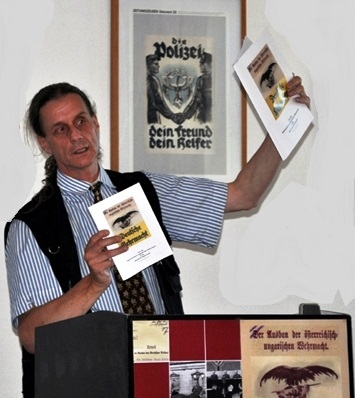
Herbert Gantschacher (2010)

Herbert Gantschacher (* 2. Dezember 1956 in Waiern bei Feldkirchen in Kärnten) ist ein österreichischer Autor, Theaterregisseur und Produzent.

## Leben und Wirken

### Ausbildung und künstlerisches Wirken
1976 absolvierte Herbert Gantschacher die Matura am zweiten Bundesgymnasium in Klagenfurt. Anschließend machte er von 1977 bis 1980 die Ausbildung zum Regisseur an der Hochschule für Musik und darstellende Kunst in Graz (heute Universität für Musik und darstellende Kunst Graz). Dabei schloss Gantschacher das Studium mit einem Diplom mit Auszeichnung 1980 ab und erhielt 1988 den Magister Artium (Master of Arts).
Gantschachers Inszenierungen wurden u. a. aufgeführt am Schauspielhaus Graz,Staatsschauspiel Dresden, Kleine Szene der Semperoper, Salzburger Landestheater, Tiroler Landestheater Innsbruck, Donaufestival Krems, Wiener Kammeroper, Kulturhuset, Kosovarischen Nationaltheater in Prišti sowie bei Festivals wie Festival Musica Iudaica in Prag, Festival Theater ohne Grenzen in Stettin, Festival „musica suprimata“ in Hermannstadt und Cluj-Napoca, Felicja Blumental International Music Festival im Tel Aviv Museum of Art und das Singapore Arts Festival; zudem arbeitete er in Zusammenarbeit mit der Concordia University Montreal, das United States Holocaust Memorial Museum in Washington, D.C. und dem Los Angeles Museum of the Holocaust. Außerdem war er u. a. in Odessa, Sankt Petersburg, Helsinki und Bergen tätig, wo er auch Vorträge hielt.
Zurzeit ist Gantschacher künstlerischer Leiter von VISUAL, dem Europäischen & Internationalen Festival des Visuellen Theaters mit gehörlosen und hörenden Theaterschaffenden in Wien und Österreich. Zudem ist er künstlerischer Leiter des Theater- und Forschungsprojektes Krieg ist daDa, für das er auch mehrere Ausstellungsprojekte kuratiert hat.

### Lehrtätigkeit
Gantschacher lehrte als Gastdozent unter anderem an der Hochschule für Musik und darstellende Kunst Graz, am Institut für Theaterwissenschaft der Universität Bergen und am Sankt Petersburger Konservatorium.

### Weitere Tätigkeiten
2018 kuratierte Gantschacher gemeinsam mit Zvi Semel an der Jerusalem Academy for Music and Dance (JAMD) das Meisterklassenprojekt „Schule der Form“ zum Komponisten Viktor Ullmann und dem einarmigen Pianisten Paul Wittgenstein mit Meisterklassen in Gesang.
Zudem war er an einer Vielzahl von Symposien und Konferenzen als Vortragender und Leiter tätig, zuletzt 2003 in Wien bei der internationalen Konferenz Das Verbindende der Kulturen im Vienna International Center sowie zum Thema „Erster Weltkrieg“ unter anderem in Villach, Nötsch, Arnoldstein, Prag, Kingisepp, Sankt Petersburg, Kobarid, Bovec, Cividale, Redipuglia, Spilimbergo, Venedig (Italien).
Gantschacher hat im Rahmen seiner Forschungs- und Recherchetätigkeit das Digitale Wilhelm Jerusalem-Archiv im Jahr 2018 achtzig Jahre nach der Zerstörung als Teil des Gedenk- und Erinnerungsjahr „Österreich 1918–2018“ in digitaler Form für das Department von Manuskripten am Nationalarchiv des Staates Israel in der Nationalbibliothek an der Jerusalemer Hebrew University wiederhergestellt. Ebenfalls 2018 hat er für das Haus-, Hof- und Staatsarchiv das Digitale Arnold Schönberg Archiv erstellt.
Von 1994 bis 1999 und von 2013 bis 2018 war Gantschacher Mitglied des Kärntner Kulturgremiums, und war von 2013 bis 2014 Vorsitzender des Fachbeirates für darstellende Kunst des Landes Kärnten. 2018 wurde er Kurator der Projekte des Landes Kärnten zum Gedenk- und Erinnerungsjahres „Österreich 1918–2018“ und der Folgeprojekte bis 2023.
Außerdem arbeitete Gantschacher für den Österreichischen Rundfunk als Hörspielregisseur. Seit 2015 ist er für die Kleine Zeitung als Kolumnist tätig.

## Auszeichnungen
- Musiktheaterinszenierung des Jahres 1993 in Tschechien, für seine Inszenierung der Oper Der Kaiser von Atlantis von Viktor Ullmann.[25]
- Maecenas-Preis 1994 für das Projekt Kar[26]
- Arteco-Preis 1999 für das Projekt Different Trains[27]
- Cerec-Award 1999 der Financial Times[28]
- Maecenas-Preis 2002 für das Projekt Theaterfallen in der Wiener U-Bahn.[29]
- Europasiegel 2002 für innovative Sprachenprojekte[30][31]
- Maecenas-Preis 2003 für das Projekt Dada in Straßenbahnlinie 1 & Straßenbahnlinie 2[32]
- Nominierung zum Bank Austria Kunstpreis 2012[33]
- UNESCO-Preis für die Visuelle Theater-Bibliothek wegen „Entwicklung der Menschenrechte für Alle“[34]

## Kuratierte Ausstellungen (Auswahl)
- Zeuge und Opfer der Apokalypse – Der österreichische Komponist Viktor Ullmann im Ersten Weltkrieg als Artilleriebeobachter Zeuge des Giftgasangriffs an der Isonzofront am 24. Oktober 1917 bei Bovec (Flitsch / Plezzo) und im Zweiten Weltkrieg als Opfer der Vernichtung durch Giftgas am 18. Oktober 1944 in Auschwitz. Klosterruine Arnoldstein (2007),  Dokumentationszentrum Prora (2008) auf der Insel Rügen, Palais Clam-Gallas (2015)[35][36][37]
- Von der österreichisch-ungarischen Wehrmacht in die deutsche Wehrmacht. Klosterruine Arnoldstein (2009), Dokumentationszentrum Prora (2010)[38][39]
- Über Bilder- und Kartenfälscher – Die Pariser Kommune im 19. Jahrhundert, Lenin 1917 und 1918, österreichischer Schulatlas 2008 – 2010 Klosterruine Arnoldstein[40]
- Verweigert jede Militärarbeit! Klosterruine Arnoldstein (2011)[41]
- Die Diener aller Herren. Klosterruine Arnoldstein (2012)[42]
- Die Wiener Philharmoniker in der Nazizeit. Klosterruine Arnoldstein (2013)[43][44]
- Politischer Mord – zur Instrumentalisierung von Politik im 18., 19., 20. und 21. Jahrhundert. Klosterruine Arnoldstein (2013)[45]
- Kriegslügen oder Der dritte Balkankrieg als Folge des Doppelmordes von Sarajevo oder Der Völkerrechtsbruch durch die k.u.k. Wehrmacht und das Außenamt am Wiener Ballhausplatz in Belgien im August 1914[46]
- „Lieber Freund!“: Arnold Schönberg und sein Werk „Gurrelieder“ und die geplante Aufführung in der Schweiz durch das Kriegspressequartier. Klagenfurt Hauptbahnhof (2017)[47]
- Das Neujahrskonzert der Wiener Philharmoniker, dessen kulturpolitischer Ursprung, dessen Vorgänger und Vorläufer im Kontext der ehemaligen Frontkämpfer und Kriegsinvaliden im Ersten Weltkrieg. Klagenfurt Hauptbahnhof (2017–2018)[48]
- Viktor Ullmann – Priča in Žrtev Apokalipse Goriški muzej Kromberk, Nova Gorica (2018–2020)[49]
- Viktor Ullmann – Schule der Form. Klagenfurt Hauptbahnhof (2019–2020)[50]
- Krieg und Kriegsinvalidität. Klagenfurt Hauptbahnhof (2020)[51]
- Verweigert jede Militärarbeit! – Über Militärarbeit, Nährpflicht, Wehrpflicht, Gewaltfreiheit, Kriegsdienstverweigerer, Deserteure, Mörder und Privatisierung des Krieges – Helen Keller und Wilhelm Jerusalem als Teil des weltweiten Pazifismus. Klagenfurt Hauptbahnhof (2020–2021)[51]

## Publikationen (Auswahl)

### Bücher
- mit Dževad Karahasan: Formen des Lebens. edition selene 1999, ISBN 3-85266-041-6.
- Ich trage die Fahne oder Krieg = daDa – Peter Lang, Europäischer Verlag der Wissenschaften 2006, ISSN 0941-1488, ISBN 3-631-55038-3.
- Viktor Ullmann – Zeuge und Opfer der Apokalypse. ARBOS, Klagenfurt 2015, 2. Aufl. 2019, ISBN 978-3-9503173-3-6.
- Verborgene Geschichte = Hidden History = Скрытая история Taub – Blind – Taubblind – Kriegsinvalid 1914–1918. ARBOS-Edition, 2018 ISBN 978-3-9503173-4-3
- Kriegsgefangen – Kriegsinvalid (engl. =  Prisoner of War – War-Disabled). ARBOS, Klagenfurt 2018, ISBN 978-3-9503173-7-4
- Viktor Ullmann – Priča in Žrtev Apokalipse. Verlag: Goriški muzej Kromberk, Nova Gorica 2018, ISBN 978-961-6201-74-2.
- Friedensbildung. Waffen schaffen keinen Frieden, und sie sichern auch keine Arbeitsplätze. In: Werner Wintersteiner, Cristina Beretta, Mira Miladinović Zalaznik (Hrsg.): Stimmen für eine Europa-Region des Friedens und Wohlstands. Löcker Verlag, Wien 2020 (= edition pen, Band 151 des Österreichischen PEN-Clubs), ISBN 978-3-99098-027-9.

### Theatertexte
- Später Nachmittag im Paradies. Kammeroper (gemeinsam mit Walter Müller). Musik: Stefan Signer. UA 1992, ARBOS – Gesellschaft für Musik und Theater Klagenfurt.
- Ich sehe was, was Du nicht siehst.  2000, ARBOS-Edition 2010–2012, ISBN 3-9503173-1-7.
- Schnee und Tod – Dramatisierung des Romans Schahrijars Ring von Dževad Karahasan, 2002.
- Wilhelm Jerusalem – Helen Keller – Briefe. ARBOS-Edition, 2010–2012, ISBN 978-3-9503173-0-5.
- Talking Gloves – Sprechende Handschuhe ein Stück visuelles Theater über den Maler Albin Egger-Lienz und den Dichter August Stramm, 2014/2018[52]
- Die vier Jahreszeiten – ein Stück Theater über das sinnliche Begreifen von Taubblinden, 2018[53]
- Die fünf Sinne – ein Stück Theater über die menschlichen Sinne aus der Perspektive von Taubblinden mit Musik der taubblinden Laura Bridgman 2019[54]
- M.a.r.s.c.h. – ein Stück Theater für Körper und bewegte Stimme, Uraufführung am Anschlussdenkmal in Oberschützen 2020[55]

## Filmografie
- Viktor Ullmann – Weg an die Front 1917. Dokumentarfilm, Buch und Regie: Herbert Gantschacher, ARBOS-DVD Vienna-Salzburg-Klagenfurt-Arnoldstein 2007.
- Spuren nach Theresienstadt – Tracks to Terezín. Dokumentarfilm über den Holocaust-Überlebenden Herbert Thomas Mandl, Interview und Regie: Herbert Gantschacher. DVD in deutscher und englischer Sprache; ARBOS, Wien-Salzburg-Klagenfurt 2007.
- Der Kaiser von Atlantis oder Die Todt-Verweigerung. Dokumentarisches Musiktheater über die Oper von Viktor Ullmann, Buch und Regie: Herbert Gantschacher,  ARBOS-DVD, Vienna-Salzburg-Klagenfurt, deutsche Fassung 2009, englische Fassung 2010, italienische Fassung 2010, tschechische Fassung 2015.